# Klasse A 1909/10
Die Klasse A 1909/10 war die 1. Spielzeit der höchsten luxemburgischen Fußballliga.
Racing Club Luxemburg wurde der erste Titelträger.

## Finale
|                       | Ergebnis |                       |
| --------------------- | -------- | --------------------- |
| Racing Club Luxemburg | 3:2      | US Hollerich/Bonneweg |